# Falco il super bolide
(Sigla italiana d'apertura)
Falco il super bolide (マシンハヤブサ,?, Machine Hayabusa) è una serie televisiva anime, di genere spokon, ovvero con ambientazione sportiva, composta da ventuno episodi prodotti dalla Toei Animation nel 1976, ideata da Mikiya Mochizuki e diretta da Yugo Serikawa. In Italia è stata trasmessa da alcune reti private locali alla fine degli anni settanta.

## Trama
Ken Hayabusa è un pilota da corsa, figlio dell'Ingegner Hayabusa, progettista della macchina da corsa Hayabusa Special e dei suoi motori intercambiabili. Ken corre per la scuderia Sayonji a bordo della macchina costruita dal padre e partecipa a corse miste tra il rally e l'endurance. I suoi più accaniti rivali sono gli appartenenti alla scuderia Black Shadow ("ombra nera") e soprattutto il suo proprietario e "patron", il misterioso Ayab Mobil Dick: durante lo svolgimento delle gare i piloti della Black Shadow tentano con tutti i mezzi che hanno a disposizione, uno più scorretto dell'altro, di eliminare Ken e i suoi compagni di scuderia. Alla fine Ken riuscirà a battere definitivamente sia Ayab che la Black Shadow per risultare così il vincitore assoluto.

## Personaggi

### Scuderia Sayonji
- Sayonji, il proprietario della scuderia per cui corre Ken. Coi baffi, capelli lunghi e occhiali da sole, ha un aspetto più somigliante a quello d'un musicista rock
- Ken Hayabusa, 18 anni, pilota della macchina bianca numero 1. Il suo cognome, Hayabusa, in giapponese significa falco pellegrino, il volatile fra tutti più veloce; il padre è morto accidentalmente durante lo sviluppo del motore V3, mentre il fratello è a sua volta morto in un incidente provocato da Ayab durante una gara.
- Mutsu, 17 anni. Pilota dell'auto numero 2; quella di colore azzurro.
- Gatetsu, 20 anni. Pilota della macchina numero 3, di colore rosso; è quella col telaio più robusto, che non teme neanche eventuali frane che gli possan cader addosso e sul cofano anteriore ha un becco che può spezzar le rocce. Il suo nome significa "uccello acquatico": quando non corre spesso indossa un kimono, ha un padre esperto nelle arti marziali. Gatetsu è l'unico pilota della scuderia, oltre a Ken, a vincere una gara.
- Kamikaze, 17 anni. Pilota dell'auto numero 4; quella di colore verde. La sua è l'unica vettura che può librarsi in aria per un breve periodo di tempo: ha giurato alla madre di diventare campione, perciò non tornerà a casa fino a quando non ci sarà riuscito.
- Yamato, ex-pilota di caccia, è il più anziano del gruppo, di solito responsabile della manutenzione meccanica delle auto. Pilota della macchina numero 5, quella di colore giallo e dal design più realistico. Possiede tuttavia un trapano ospitato all'interno del cofano anteriore che gli consente di scavare nel sottosuolo.
- Sakura, 16 anni. L'unica donna del gruppo, progettista e sorella minore di Sayonji. Guiderà da un certo punto la "Sakura Machine" un ibrido auto-aeroplano ausiliario di sua invenzione, per effettuare ricognizioni e rifornimenti aerei di carburante.

### Scuderia Black Shadow
- Ayab, nome completo Ayab Mobil Dick, fondatore e padrone della scuderia, la sua maschera di ferro nasconde il famigerato pilota Benny Kramer, squalificato a vita a suo tempo per essere stato responsabile della morte di 13 piloti, tra cui il fratello di Ken;
- Il Barone Nero/Baron, braccio destro e consigliere di Ayab; il secondo in destrezza e bravura nella guida dopo Ayab.
- Jack la Spada,
- Ryu, unico pilota della scuderia Black Shadow in grado di battere Ken;
- Romy, pilota donna molto abile e orgogliosa, che appare in due puntate; dopo una prima sconfitta in gara, sfida Ken a titolo personale con l'auto del padre anch'egli pilota. Pentita di far parte della Black Shadow, si fa uccidere pur di salvare Ken dall'ennesimo trabocchetto preparato dal Barone Nero.

## Automobili

### Hayabusa Special
È l'auto da corsa guidata da Ken e progettata da suo padre, ingegnere e pilota.
Oltre ad avere un'accentuata linea avveniristica che ricorda quasi un aereo, con un'aerodinamica esasperata e la particolarità di avere la cabina di pilotaggio separata dalla zona motori (con un buco al centro), ha la possibilità di avere motori intercambiabili:
- V-1: dispositivo frenante a reazione;
- V-2: offre la possibilità di volare;
- V-3: il motore più potente mai costruito e che nessuno, eccetto Ken, è mai riuscito a collaudare;
- V-4: dotato di un dispositivo di frenata in grado di affrontare le curve più difficili a velocità elevatissime;
- V-5: l'unione del V-3 e del V-4;
- Big-garry: aeromobile cargo con il quale vengono raggiunte le varie località dove si disputano le gare;

## Doppiaggio
L'edizione italiana del doppiaggio è a cura della Cooperativa Sincrovox.
| Personaggio     | Doppiatore giapponese | Doppiatore italiano      |
| --------------- | --------------------- | ------------------------ |
| Ken             | Kazuyuki Sogabe       | Tony Fusaro              |
| Sayonji         |                       | Mauro Bosco              |
| Sakura          | Rihoko Yoshida        | Annarosa Garatti         |
| Ayab Mobil Dick | Hiroshi Ohtake        | Emilio Marchesini        |
| Baron           |                       | Vittorio Di Prima        |
| Gatetsu         |                       | Aldo Barberito           |
| Kamikaze        | Keiko Yamamoto        | Annarosa Garatti         |
| Yamato          |                       | Sergio Gibello (1ª voce) |
| Romy            |                       | Sonia Scotti             |
| Ryu             | Norio Wakamoto        | Tonino Accolla           |
| Telecronista    |                       | Rino Bolognesi (ep. 1)   |
| Jack la spada   |                       | Dario De Grassi (ep. 1)  |

## Sigle
Sigla di apertura originale
- Dash! Machine Hayabusa interpretata da Ichirō Mizuki

Sigla di chiusura originale
- Grand Prix interpretata da Ichiro Mizuki

Sigla italiana
- Ken Falco (1979), musica, testo e arrangiamento di Vito Tommaso, è interpretata dai Superobots (Douglas Meakin: voce, Vito Tommaso: piano e tastiere)[1].

## Episodi
| Nº | Titolo italiano Giapponese 「Kanji」 - Rōmaji                                                                    | In onda           | In onda |
| Nº | Titolo italiano Giapponese 「Kanji」 - Rōmaji                                                                    | Giapponese        |         |
| 1  | Arriva il campione 「走れ!栄光のマシン」 - Hashire! eikō no mashin                                               | 2 aprile 1976     |         |
| 2  | Corsa sulle Alpi 「アルプス大爆走」 - Arupusu dai bakusō                                                         | 9 aprile 1976     |         |
| 3  | Corsa nelle grotte 「恐怖!地獄の鍾乳洞レース」 - Kyōfu! jigoku no shōnyūdō reesu                                 | 23 aprile 1976    |         |
| 4  | Il segreto del diabolico Ayab 「魔王エイハブの謎」 - Maō eihabu no nazo                                          | 30 aprile 1976    |         |
| 5  | Il circuito della città fantasma 「ゴーストタウン爆破サーキット」 - Gōsuto taun bakuha sakitto                   | 7 maggio 1976     |         |
| 6  | Black Shadow 「必殺!ブラックインパルス」 - Hissatsu! burakku inparusu                                            | 14 maggio 1976    |         |
| 7  | Il diamante nero 「カリブ海黒ダイヤサーキット」 - Karibu kai kuro daiyasaakitto                                  | 21 maggio 1976    |         |
| 8  | Attenzione, Sakura! 「さくら号発進せよ!」 - Sakura gō hasshin seyo!                                              | 28 maggio 1976    |         |
| 9  | La pista Africana 「魔のアフリカロードレース」 - Ma no afurika rōdoreesu                                         | 4 giugno 1976     |         |
| 10 | La gara di Tortica 「トルテカの迷宮レース」 - Toruteka no meikyū reesu                                           | 18 giugno 1976    |         |
| 11 | La creazione della V-3 「エンジンV3誕生!」 - Enjin v 3 tanjō!                                                    | 25 giugno 1976    |         |
| 12 | Vittoria all'ultimo metro 「宿命のライバル流れ星の竜」 - Shukumei no raibaru nagareboshi no ryū                  | 2 luglio 1976     |         |
| 13 | Guida su due ruote 「片輪走行で突っ走れ!」 - Hen wa sōkō de tsuppashire!                                         | 9 luglio 1976     |         |
| 14 | Uno stile di guida 「レースの道は剣の道」 - Reesu no michi wa ken no michi                                       | 16 luglio 1976    |         |
| 15 | Amore sulle piste 「愛はサーキットの彼方に」 - Ai wa saakitto no kanata ni                                       | 30 luglio 1976    |         |
| 16 | La corsa del safari 「野望の大草原猛獣レース」 - Yabō no dai sōgen mōjū reesu                                    | 6 agosto 1976     |         |
| 17 | Il mistero di XI 「謎の試走車X1号」 - Ma no shisō sha x1 gō                                                      | 13 agosto 1976    |         |
| 18 | Il motore V-4 「友よ聴け!エンジンV4」 - Tomo yo kike! enjin v4                                                   | 20 agosto 1976    |         |
| 19 | Attacco a super Falco 「SOS!ハヤブサ視界ゼロ」 - Sos! hayabusa shikai zero                                       | 3 settembre 1976  |         |
| 20 | Shock sul circuito 「走れカミカゼ!友情のゴール」 - Hashire kamikaze! yūjō no gōru                                | 10 settembre 1976 |         |
| 21 | La bandiera della vittoria 「走れハヤブサ!勝利のチェッカーフラッグ」 - Hashire hayabusa! shōri no chekkaafuraggu | 17 settembre 1976 |         |